# Palacio de Justicia del Condado de Blackford
El Palacio de Justicia del Condado de Blackford es un edificio histórico ubicado en Hartford City, en el estado de Indiana (Estados Unidos). Es la sede del condado de Blackford y se encuentra en una plaza pública en el distrito comercial del centro de la ciudad. Construido durante el boom del gas en Indiana, la mayor parte del trabajo de construcción se completó en 1894. El edificio actual fue precedido por otro palacio de justicia en el mismo sitio, que fue demolido tras ser declarado inadecuado por un juez en 1893. Tras el fallo del tribunal original, las actividades judiciales del condado se ubicaron temporalmente en un edificio al otro lado de la calle.
El edificio fue diseñado por los arquitectos Arthur LaBelle y Burt L. French, que eran de la cercana Marion, Indiana. El estilo arquitectónico del edificio es el románico richardsoniano, que fue popular durante la segunda mitad del siglo XIX. La gran torre de esquina es la estructura más alta del distrito comercial del centro. Considerado "el monumento más destacado del condado", la estructura a menudo se muestra en los sitios web asociados con el área y continúa albergando al gobierno local más de 100 años después de su construcción.
Además del edificio del juzgado, los edificios alrededor de la plaza del juzgado también son de naturaleza histórica y se consideran propiedades contribuidoras al distrito histórico de Hartford City Courthouse Square. El palacio de justicia se agregó al Registro Nacional de Lugares Históricos en 1980 y se incluyó como propiedad contribuyente al distrito histórico en 2006. La mayoría de los edificios en el distrito histórico de Courthouse Square continúan teniendo fachadas que se parecen a su diseño original. Aunque el interior ha sido remodelado, el exterior del palacio de justicia también conserva su aspecto original.

## Historia
El pequeño grupo de cabañas de troncos llamado Hartford fue designado como la sede del condado de Blackford en 1837, cuando se propuso la legislación para crear el condado. A pesar de haber sido creado en 1838, no se organizó ningún gobierno de condado hasta 1839, y hubo algunos desacuerdos sobre la ubicación de la sede. Durante junio de 1939, el gobernador de Indiana, David Wallace, nombró a Nicholas Friend como el sheriff del nuevo condado, y poco después se llevaron a cabo elecciones. Las casas de troncos de los funcionarios sirvieron como edificios del gobierno durante el primer año de existencia organizada del condado. Los asuntos del condado se manejaron por primera vez en la casa de cabaña de troncos de Andrew Boggs, que estaba ubicada al norte de Little Lick Creek en Licking Township. Esta cabaña fue, de hecho, la capital de Blackford durante unos tres meses.

### Sitio
Entre los primeros pedidos realizados por el nuevo gobierno del condado se encontraba un estudio de 16 ha de desierto ubicado al norte de la cabaña de Boggs, parte de la cual había sido donada para albergar la sede del gobierno. Una plaza pública se ubicaría en 0,4 ha de terreno, en el que se ubicaría la sede de la justicia. También se ordenó que la sede de la justicia se llamara Hartford. Las 16 ha eran propiedad de tres personas que vivían en un condado adyacente. Los propietarios donaron todos los demás lotes al condado como parte de un plan para garantizar que la sede del condado estuviera ubicada allí y valorizar su propiedad. A pesar de las órdenes y planes del gobierno del condado, no se tomó ninguna medida para construir un palacio de justicia. En septiembre de 1839, los comisionados del condado comenzaron a hacer negocios en la casa de Jacob Emshwiller. Durante unos meses, la casa de Emshwiller fue la nueva capital del condado de Blackford.
Montpelier se encuentra en la parte noreste del condado de Blackford, en el municipio de Harrison. A finales de 1839, la ubicación de la sede del condado se impugnó formalmente, ya que los ciudadanos de Montpelier creían que su comunidad sería una mejor ubicación. Montpelier había sido fundada en 1837, mientras que la "ciudad" de Hartford todavía era un desierto al norte de un grupo de cabañas de troncos. Sin embargo, Licking Township, donde se encontraba Hartford, contenía más población del condado. El municipio de Licking no tenía una comunidad planificada como Montpelier, pero había atraído a los agricultores porque la tierra cerca de Lick Creek tenía un drenaje aceptable.
La junta de comisionados falló en contra de Montpelier en una sesión de enero de 1840. En noviembre de 1840, la junta ordenó la construcción de un palacio de justicia, que se ubicaría en Hartford. Los comisionados entraron en detalles considerables describiendo el edificio. Sin embargo, este no se construyó debido a la continua controversia sobre la ubicación (Hartford o Montpelier) de la sede del condado.
En 1841, los comisionados establecieron nuevamente Hartford como la ubicación de la sede del condado, y comenzó la planificación del palacio de justicia. El 11 de septiembre de 1841, la junta de comisionados del condado de Blackford ordenó que se recibieran propuestas escritas para construir un palacio de justicia en la plaza pública de la ciudad de Hartford. El edificio debía tener 12 m de largo, 8 m alto y construido de ladrillo sobre cimientos de piedra. Los terrenos del palacio de justicia ocupaban 0,6 ha lugar de 0,4 ha propuesto en 1839. 

### Palacio de justicia original
El contrato se firmó el 7 de diciembre de 1841 y la construcción fue supervisada por Charles y William F. Jones. El costo propuesto fue de 5600 dólares. Hasta que estuvo listo, se alquilaron habitaciones a varios miembros de la comunidad para llevar a cabo el gobierno del condado. En mayo de 1845, se hizo un arreglo para que el piso superior se usara para procedimientos judiciales hasta que se completara todo el edificio. Finalmente, en una sesión especial celebrada el 31 de octubre de 1845, la junta de comisionados determinó que este se había completado de acuerdo con el contrato.  El costo total del edificio fue de 5750  dólares. 
La pequeña comunidad creció a una población de 250 habitantes en 1850, y tomó 30 años más para acercarse a los 1500. A principios de ese período, "Hartford" se conoció como "Ciudad de Hartford" porque existía otro Hartford en otras partes del estado. En 1887, Hartford City Gas and Oil Company perforó el primer pozo de gas natural de Hartford City y comenzó la participación de Hartford City en el boom del gas en Indiana. El área experimentó un período de crecimiento económico y prosperidad a medida que los fabricantes se mudaron a la región para utilizar la energía de bajo costo.
Una descripción de 1887 del palacio de justicia lo llamó "un edificio sencillo... su arquitectura característica de los tiempos de los pioneros". También dijo que el edificio "todavía es lo suficientemente bueno si solo estuviera en mejores condiciones". El 19 de enero de 1893, el juez Joseph L. Custer declaró que "la sala del tribunal era un lugar inadecuado para la transacción de los asuntos de este tribunal", y que los asuntos del tribunal "se llevarían a cabo en otro lugar en algún lugar adecuado en la sede del condado".

### Palacio de justicia actual

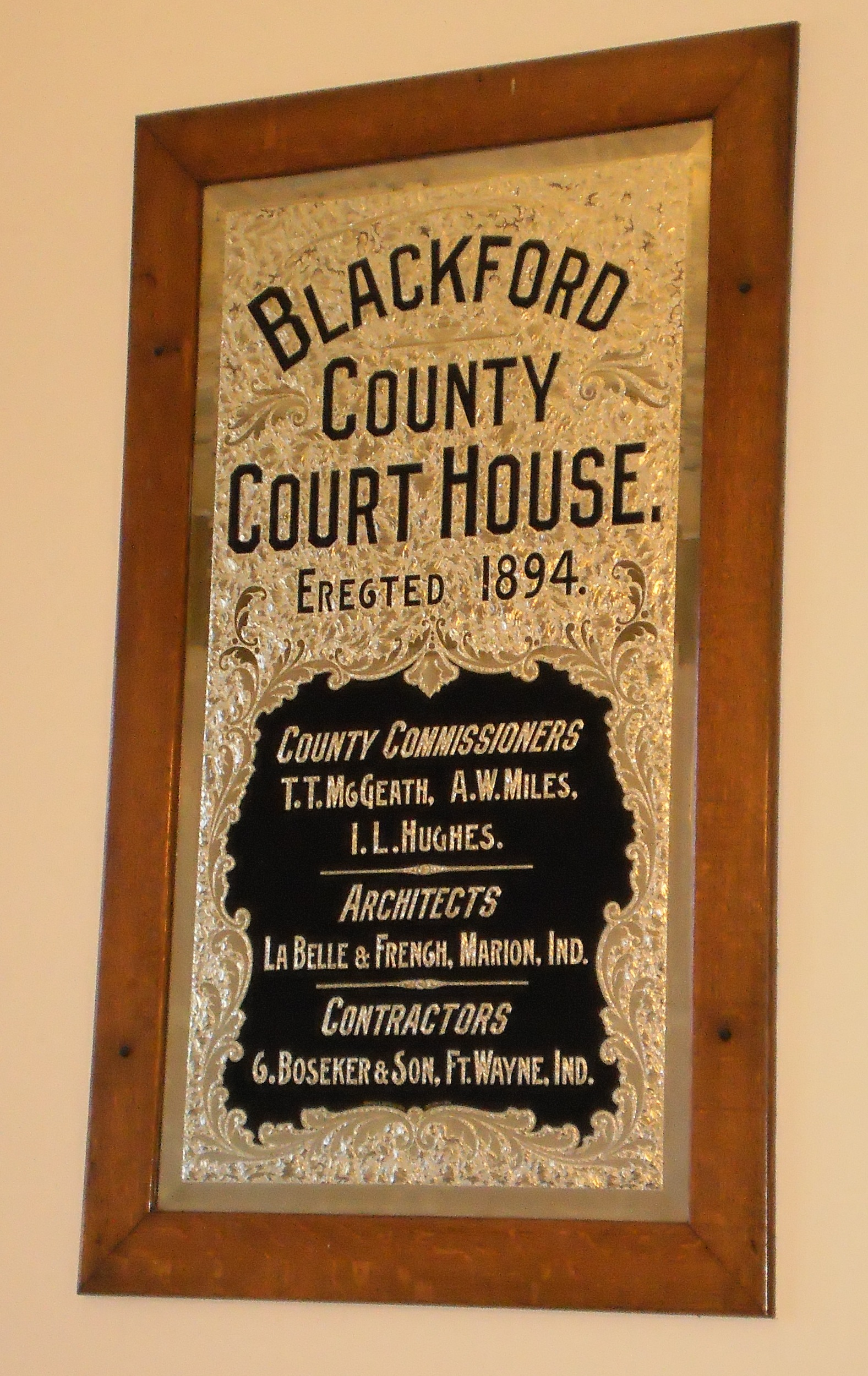
Placa conmemorativa dentro del Palacio de Justicia del Condado de Blackford

Los comisionados del condado respondieron en marzo de 1893 a la declaración del juez de que el palacio de justicia (original) era inadecuado. Los tres comisionados, T. T. McGeath, I. L. Hughs y A. W. Miles, ordenaron que era necesario un nuevo palacio de justicia. Una semana después, contrataron a la firma Marion de LaBelle y French como arquitectos. Dado que el palacio de justicia original fue condenado y el juez Custer (del 48. ° Tribunal de Circuito de Indiana) se negó a usarlo, se hicieron arreglos para usar el teatro de la ópera cercano para los procedimientos de la sala de audiencias hasta que se dispusiera de un nuevo palacio de justicia. El 20 de mayo de 1893, el antiguo edificio del tribunal se vendió por $ 20 y se retiró del terreno para permitir la construcción de la nueva estructura. En octubre, se decidió que el teatro de la ópera no era adecuado para procedimientos judiciales debido a posibles conflictos teatrales, por lo que se alquilaron habitaciones en el edificio Briscoe Block, de nueva construcción, ubicado en el lado sur de la plaza del palacio de justicia. Se alquilaron dos habitaciones, con calefacción a gas incluida, por un total de 400 dólares por año. Una sala sería para el tribunal de circuito, mientras que la otra sería para la oficina del secretario del condado.
El 8 de junio de 1893, LaBelle y French proporcionaron a los comisionados del condado un plan completo para el nuevo palacio de justicia. Los arquitectos diseñaron una estructura de piedra monumental en el estilo arquitectónico románico richardsoniano que era popular en Estados Unidos en ese momento. El edificio de cuatro pisos medía 22 por 38 m. Presentaba enormes arcos en las fachadas norte y sur, torres semicirculares en los lados este y oeste, y 50 m torre del reloj en la esquina suroeste.
Aunque la comunidad planeaba construir el palacio de justicia como un monumento relacionado con el auge del gas, los comisionados todavía estaban preocupados por los costos. A finales de julio de 1893, los comisionados adjudicaron el contrato de construcción del juzgado a la firma Boseker & Son de Fort Wayne. El precio se redujo a 97 000 dólares al modificar algunas de las especificaciones del arquitecto. La piedra elegida para el edificio fue Amherst Blue de la cantera número 9 en Amherst, Ohio. El trabajo de los cimientos se llevó a cabo en agosto y las piedras de los cimientos se trajeron desde las canteras de Montpelier ubicadas al otro lado del condado.
El 1 de noviembre de 1893, la ciudad celebró una ceremonia para la colocación de la piedra angular. La Logia local de Masones Libres y Aceptados Número 106 dirigió el programa. La ceremonia incluyó un desfile, una bienvenida del fiscal J. A. Hindman, una ceremonia masónica, un discurso del gran maestro Martin H. Rice y un discurso del historiador Benjamin G. Shinn.
Aunque un duro invierno a veces dificultaba el trabajo, la construcción  avanzó lo suficiente como para que el trabajo en el gran arco (de 3 pisos de altura) en la fachada sur comenzara en febrero de 1894. Casi al mismo tiempo, el trabajo para tallar el friso sobre el segundo piso fue subarrendado a Gustave Steuber. Gran parte del trabajo de talla alrededor de las entradas del edificio se llevó a cabo bajo la dirección de Steuber. La cornisa del edificio se terminó en abril y casi toda la piedra de la estructura se cortó en ese momento. En junio, se inició el trabajo en la torre del reloj y casi todo el techo se completó en agosto. 2000 kg la torre (2.000 llegó por ferrocarril en agosto desde New Haven, Connecticut, aunque la torre no estaba lista para acomodar el reloj hasta octubre. La instalación del reloj se completó en noviembre. En febrero de 1895, el contratista del juzgado consideró que el juzgado estaba terminado.
El 27 de febrero de 1895, los funcionarios del condado comenzaron a mudarse al nuevo edificio. Su costo total fue de 129 337 dólares. La mayor parte de ese gasto se pagó al contratista, Boseker and Son. Entre otros gastos estaban 2000 dólares pagados a E. Howard Clock Company de Boston, 7000 dólares por muebles pagados a H. Ohmer and Sons Company y 6158 por arquitectura.
Después de que se completó el palacio de justicia, se descubrió que se necesitaban algunas modificaciones para su sistema de plomería y calefacción. También se tomaron medidas para embellecer los terrenos circundantes. Se agregaron aceras y, finalmente, se engancharon percheros para caballos. En 1921 se añadió un monumento a los caídos en la esquina noreste, y este fue el primero de los principales monumentos de guerra que ocupan las esquinas del terreno. Se han agregado un total de nueve monumentos y placas conmemorativas.
Hoy en día, el palacio de justicia todavía es utilizado por el gobierno local y tiene una dirección postal de 110 West Washington Street, Hartford City, Indiana. El código postal de la ciudad de Hartford es 47348. Las instalaciones de la sala del tribunal en el segundo piso son utilizadas por el Tribunal de Circuito del Condado de Blackford y el Tribunal Superior del Condado de Blackford. El fiscal del condado de Blackford también tiene una oficina en el edificio. Los comisionados del condado de Blackford se reúnen en el primer piso, y la oficina del secretario del condado también se encuentra en ese piso. Se proporciona espacio de oficina adicional en el anexo que se encuentra al otro lado de la calle, en el lado oeste. El anexo tiene una dirección de 121 North High Street. Entre las oficinas ubicadas en el edificio anexo se encuentran la Fundación Comunitaria del Condado de Blackford, el Centro de Operaciones de Emergencia del Condado de Blackford, y la Corporación de Desarrollo Económico del Condado de Blackford (incluido el Asesor del Condado).

## Arquitectura
Diseñado por la firma conocida como LaBelle and French de Marion, Indiana, el Palacio de Justicia del Condado de Blackford se considera un excelente ejemplo de arquitectura románica richardsoniana, que era popular en ese momento. LaBelle y French también diseñaron el palacio de justicia del condado de White en Monticello, Indiana ; el juzgado del condado de Trumbull en Warren, Ohio ; y otros edificios de la región. El palacio de justicia del condado de Trumbull, que figura en la lista el 31 de diciembre de 1974, también forma parte del Registro Nacional de Lugares Históricos. Desafortunadamente, el palacio de justicia del condado de White fue severamente dañado por un "impacto directo" de un tornado de 1974 (calificado como "EF4" usando la escala Fujita mejorada) y, por lo tanto, demolido. LaBelle y French también diseñaron uno de los hoteles de Hartford City y una de las muchas fábricas de vidrio de la ciudad.

### Exterior
El palacio de justicia se construyó utilizando la variación de Henry Hobson Richardson del estilo arquitectónico del neorrománico, que más tarde se conoció como románico richardsoniano. Construido principalmente durante 1894, el edificio de cuatro pisos cuenta con una torre de reloj de 165 pies ubicada en la esquina suroeste, y es la estructura más alta de la zona. [Note 7] El techo es un alto tono cubierta a cuatro aguas, y las paredes exteriores están hechos de piedra.
Las fachadas norte y sur de la estructura son similares, cada una de las cuales consta de tres tramos. Los tramo central está ocupada por un enorme portal de arco de medio punto con arquivoltas enriquecidas y una ventana en forma de abanico. Desde la entrada de la planta baja hasta la parte superior del gran arco del tramo central mide aproximadamente tres pisos de altura. Una buhardilla a dos aguas se eleva sobre el arco central. La buhardilla tiene tres ventanas de guillotina y una ventana arqueada central se encuentra por encima del medio. Cada una de las tramos laterales tiene un conjunto de ventanas para cada piso, y las ventanas del tercer piso están coronadas con ventanas arqueadas.
La enorme torre del reloj es la principal diferencia entre las fachadas norte y sur. Ubicado en la esquina suroeste del palacio de justicia, está coronado por un techo de pendiente pronunciada con pilares en las esquinas redondeadas. Los arcos ciegos se utilizan en la parte superior de la torre entre las caras del reloj y el techo de la parte principal del edificio. Se utilizan tres filas de ventanas con rendijas dentro de la arcada ciega. Se puede ver una esfera de reloj en los cuatro lados de la torre. Un arco sostenido por pilastras corintias alberga cada cara del reloj.
Los lados este y oeste del palacio de justicia son idénticos hasta la línea del techo. El lado oeste también tiene la torre del reloj de esquina, que aparece a la derecha cuando se mira hacia el este. Ambos lados este y oeste tienen seis tramos. Los tramos primero, tercero, cuarto y sexto tienen ventanas dobles en cada piso. Una ventana con ventilador corona las ventanas dobles en el tercer piso. Los tramos segundo y quinto están ocupados por torres semicirculares que se elevan por encima de la parte inferior del techo principal. Las torres tienen tres ventanas principales en cada piso, y las ventanas del tercer piso están coronadas con travesaños coronados por ventanas abanico. Por encima de las ventanas con abanico del tercer piso de las torres, cerca de la parte superior de la torre, hay pequeñas ventanas arqueadas que descansan sobre las marcapianos.
Con el paso del tiempo, se han realizado renovaciones y actualizaciones en el palacio de justicia y los terrenos circundantes. Sin embargo, el exterior del palacio de justicia ha conservado su forma original. Muchos de los edificios cercanos, que también se construyeron en la década de 1890, también conservan gran parte de su forma original. En 1940, se quitaron las rejillas de enganche alrededor de la plaza del juzgado, ya que los automóviles habían reemplazado a los caballos como medio de transporte preferido. Se agregaron parquímetros a la plaza en 1952. El exterior de piedra del edificio se renovó mediante un tratamiento con chorro de arena en 1963. Los focos exteriores se agregaron durante la década de 1980. El último proyecto de remodelación del palacio de justicia avanzó durante 2010. El 6 de diciembre de 2010, los comisionados del condado decidieron continuar con un proyecto de preservación del palacio de justicia que se estimó en un costo superior a $ 325,000.

### Interior

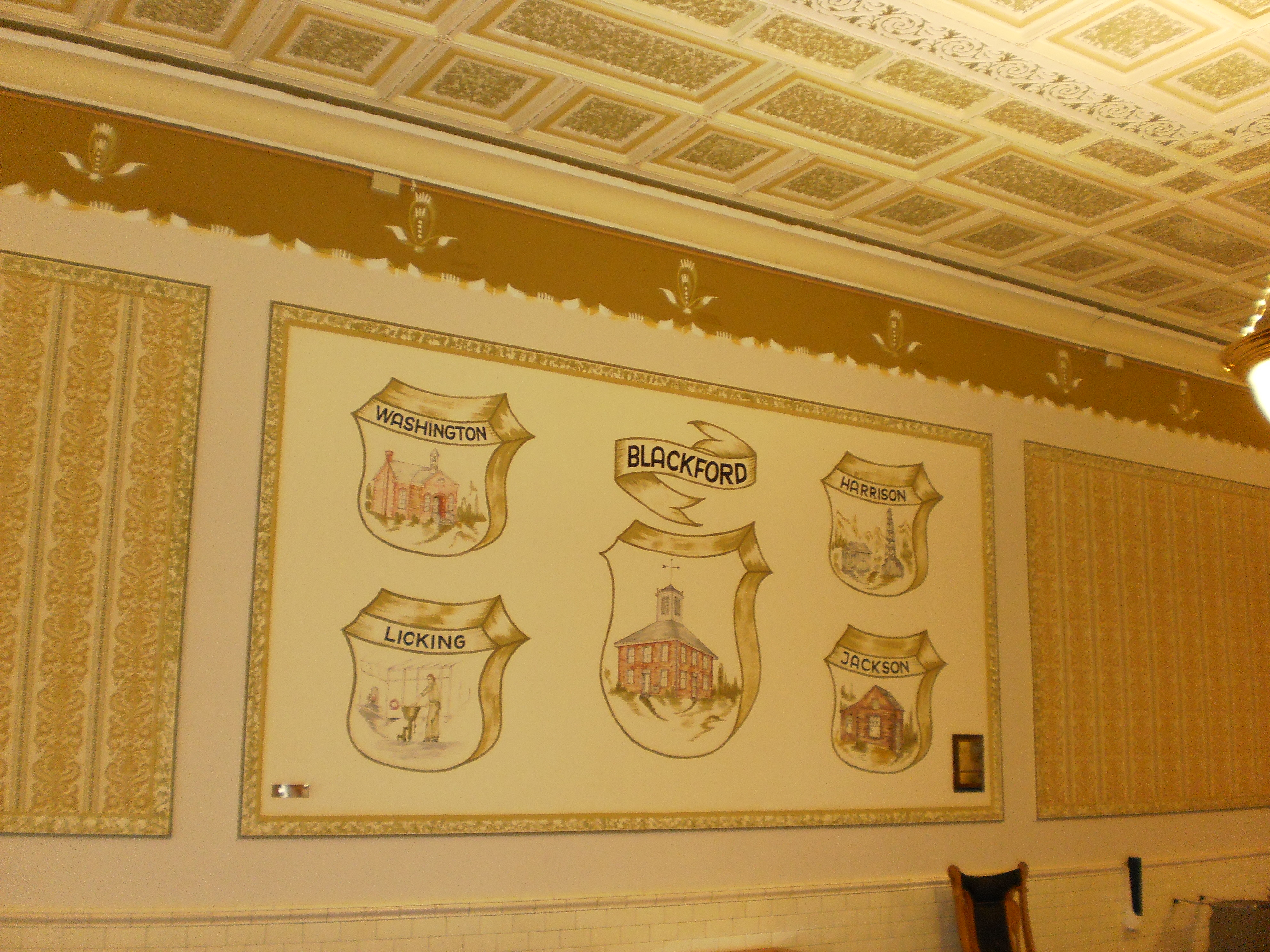
Muro, obra de arte y techo en el pasillo del primer piso del Palacio de Justicia del Condado de Blackford

El interior del palacio de justicia del condado de Blackford tiene un pasillo principal de seis metros de ancho que se extiende entre las fachadas norte y sur. Los suelos originales eran de baldosas y las paredes revestidas de mármol. Las escaleras al segundo piso están ubicadas en los lados norte y sur. La escalera del lado sur continúa desde el segundo piso hasta el tercer piso. El lado norte del tercer piso está ocupado por la sala del tribunal, y esta sala representa aproximadamente la mitad del piso. El espacio adyacente al pasillo norte-sur en los tres pisos se usa para oficinas con la excepción de la sala del tribunal del tercer piso y una pequeña biblioteca. El cuarto piso está sin terminar y se usa para almacenamiento. Desde el cuarto piso, se puede ascender por una estrecha escalera hasta lo alto del campanario.
Los tres pisos interiores terminados han sido renovados, modernizados y actualizados desde la construcción original. Un paso en la modernización ocurrió en 1965, cuando se instaló un ascensor en el edificio. Entre varias renovaciones, el segundo y tercer piso se actualizaron alrededor de 1980. Actualmente, el primer piso tiene alfombras, iluminación fluorescente y plafones acústicos. Las fachadas norte y sur ahora tienen puertas de vidrio modernas que forman vestíbulos en las entradas. Los techos de los pasillos se han moldeado con estarcido. Algunas escenas pintadas, que no son originales del edificio, se pueden encontrar en el pasillo principal. Una de esas escenas incluye una pintura del palacio de justicia original rodeada de pinturas de tabletas que representan cada uno de los cuatro municipios del condado, cada uno con escenas locales.

## Otras características
La plaza pública donde se encuentra el palacio de justicia del condado de Blackford es el corazón del distrito histórico de Hartford City Courthouse Square. Además del palacio de justicia en el centro de la plaza, cada esquina de la plaza es el sitio de un monumento a los caídos en la guerra, incluido uno que se considera una propiedad contribuidora al distrito histórico de Hartford City Courthouse Square. Otros monumentos también se encuentran en los terrenos.

### Monumento a la guerra revolucionaria

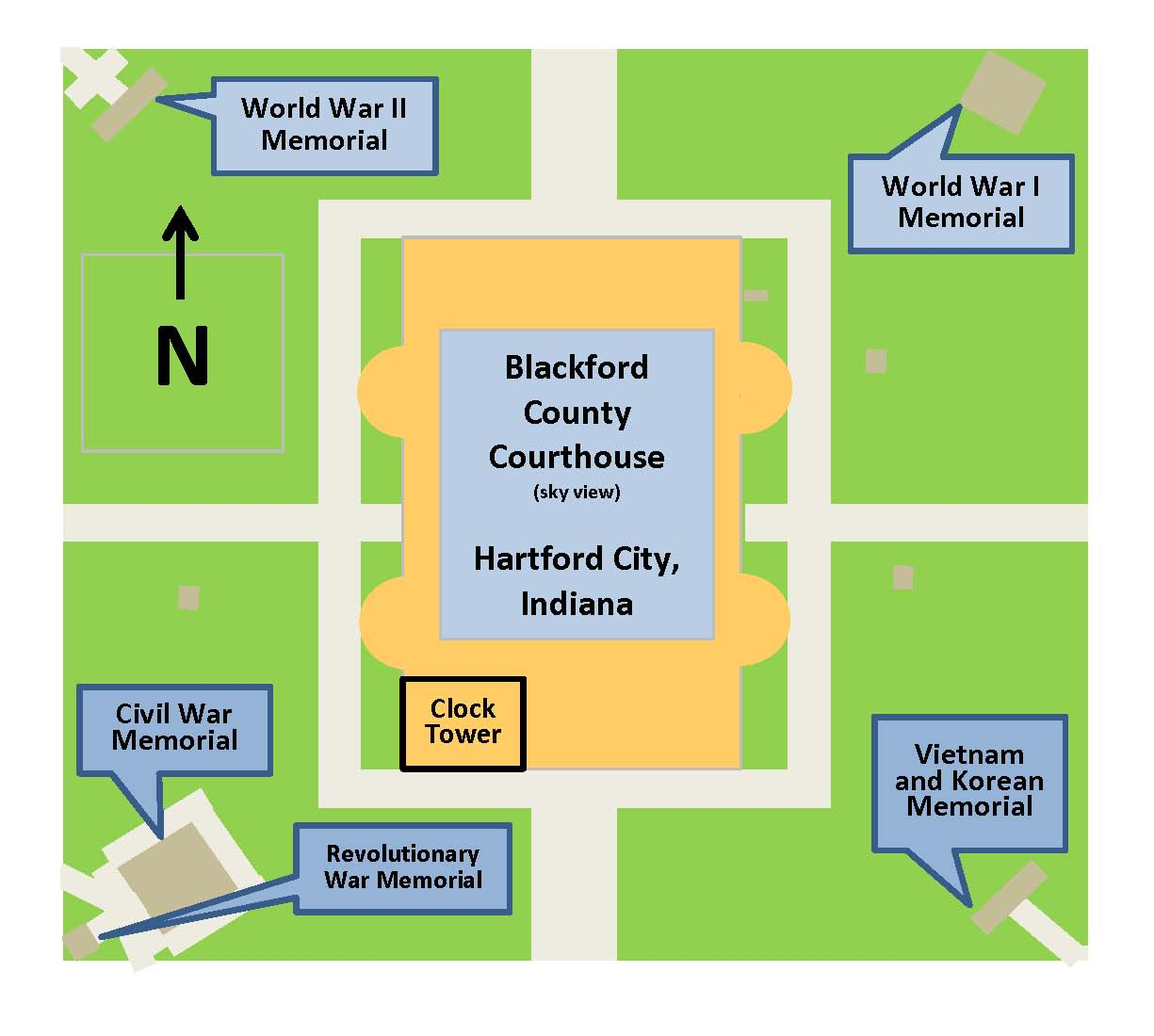
Un diagrama de los terrenos del palacio de justicia del condado de Blackford

En la esquina suroeste del palacio de justicia se encuentra el monumento a la Guerra Revolucionaria del condado. El monumento, que consta de una placa conmemorativa sobre una piedra grande, se colocó en honor a los cinco veteranos de la Guerra Revolucionaria del condado de Blackford enterrados en el condado. El 17 de junio de 1933, el Capítulo de Nancy Knight de las Daughters of the American Revolution llevó a cabo una ceremonia de inauguración. El discurso de inauguración estuvo a cargo del Reverendo HC Cornuelle, pastor de la Primera Iglesia Presbiteriana local. La piedra era del pozo de grava de Twin Hills en el cercano condado de Jay.

### Monumento conmemorativo de la Primera Guerra Mundial
El monumento a la Primera Guerra Mundial del condado de Blackford se inauguró en la esquina noreste de la plaza del palacio de justicia el 28 de septiembre de 1921, en una ceremonia de inauguración con James Taylor, presidente de la Universidad de Taylor, como orador. El monumento es una reproducción de una escultura conocida como el Spirit of the American Doughboy, que fue creada por Ernest Moore Viquesney. Debajo de la escultura de Doughboy hay una lista de los residentes del condado de Blackford que sirvieron en la Primera Guerra Mundial. El monumento fue financiado parcialmente por una contribución de las damas de la Legión de las Estrellas del Servicio.

### Monumento conmemorativo de la Segunda Guerra Mundial
El monumento conmorativo de la Segunda Guerra Mundial del condado de Blackford se encuentra en la esquina noroeste de la plaza del palacio de justicia. Su ceremonia de inauguración fue el 30 de mayo de 1950. El abogado de la ciudad, Robert Bonham, pronunció el discurso de inauguración. El monumento enumera más de 1880 nombres de veteranos asociados con el condado de Blackford.

### Monumento conmemorativo a la guerra de Corea y Vietnam
El monumento del condado de Blackford a los veteranos de las guerras de Corea y Vietnam se encuentra en la esquina sureste de la plaza del palacio de justicia. El congresista David Dennis habló durante su inauguración en 1973. Originalmente tenía una lista de los muertos en la guerra del condado de las dos guerras. Se amplió en 1987 para incluir a todos los veteranos de las dos guerras del condado. Una placa a la izquierda del monumento enumera a los veteranos de la Guerra de Corea, mientras que una a la derecha enumera a los veteranos de la Guerra de Vietnam.

### Monumento a los Veteranos de la Guerra Civil

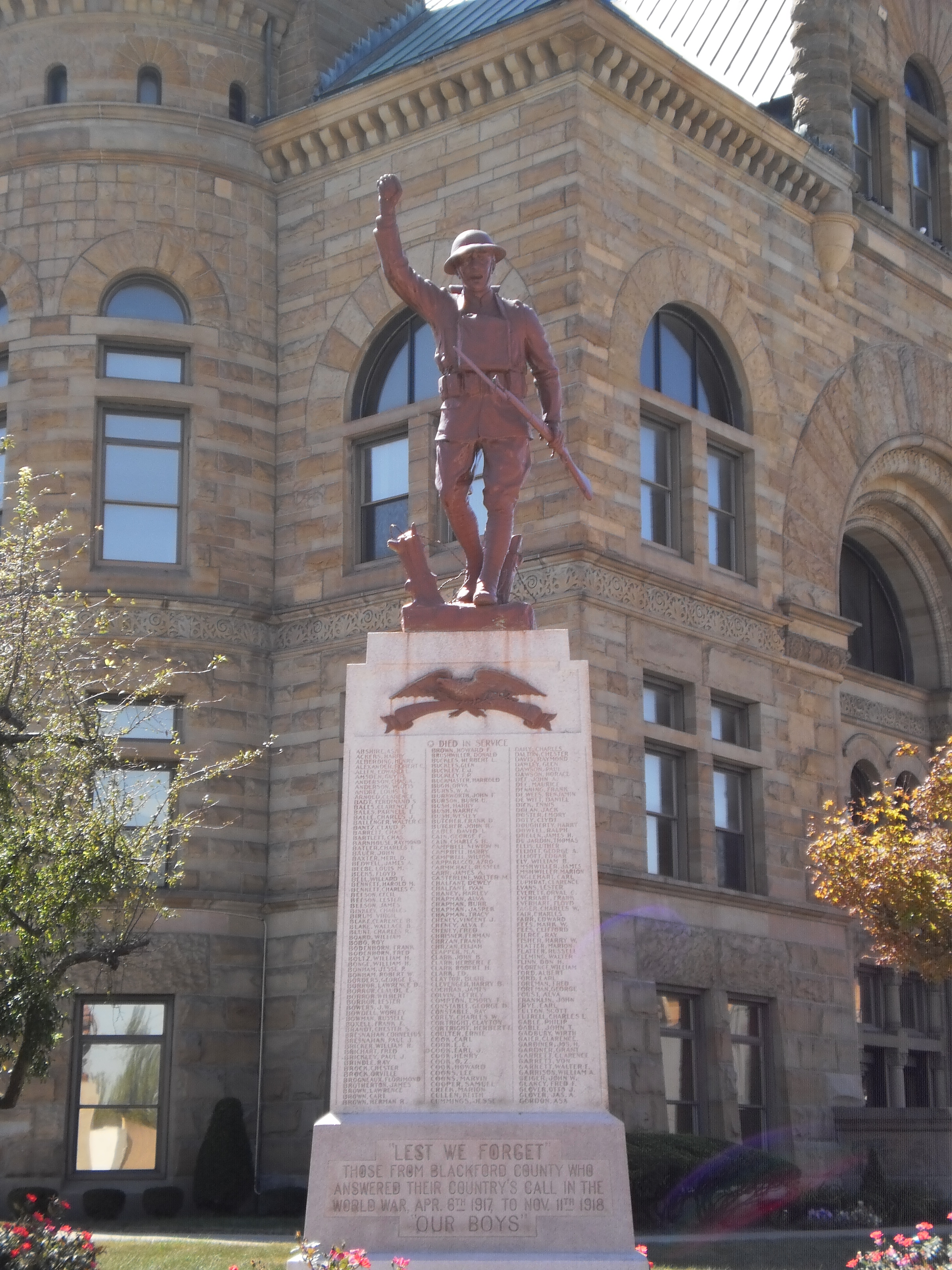
Monumento de la Primera Guerra Mundial en la esquina noreste de los terrenos del palacio de justicia

El monumento de la Guerra de Secesión del condado de Blackford está ubicado en la esquina suroeste de la plaza del palacio de justicia. El proyecto comenzó con un fondo conmemorativo en 1997 y avanzó durante unos 10 años hasta su finalización. La construcción del monumento comenzó en 2004 con una base, el pedestal y una pasarela de granito. La inauguración de esa parte del monumento se llevó a cabo el 9 de octubre de 2004. La escultura del soldado de la guerra civil se añadió unos años más tarde. En 2007, se agregaron pilas de balas de cañón de granito negro a cada esquina del monumento. El monumento reconoce a todos los soldados asociados con el condado de Blackford: soldados que vivían en el condado al comienzo de la guerra, soldados que se alistaron en el condado, soldados enterrados en el condado y veteranos que se mudaron al condado después de la guerra.

### Otros monumentos y placas conmemorativas
El césped del Palacio de Justicia del Condado de Blackford también es el sitio de algunas placas conmemorativas más pequeñas. Una de las primeras adiciones fue el Orville Whitacre Memorial Marker, que se agregó en 1922. El marcador H. C. Cornuelle Memorial se añadió en 1936. El reverendo Herbert C. Cornuelle sirvió en la Primera Guerra Mundial como capellán en el ejército de los Estados Unidos. Después de la guerra, la Legión Estadounidense lo nombró capellán del estado de Indiana. También se convirtió en el ministro de la Primera Iglesia Presbiteriana de la ciudad de Hartford, sirviendo desde 1928 hasta 1936. Durante la Primera Guerra del Trabajo, Cornuelle sufrió una lesión permanente por un ataque con gas, y su lesión contribuyó a su muerte por neumonía el 21 de abril de 1936. También se añadió una segunda placa, el marcador de cápsula del bicentenario, en 1936. Muchos años después, el 13 de noviembre de 1993 se añadió un marcador de reinauguración de piedra angular del palacio de justicia del condado de Blackford en una ceremonia. Los Masones Libres y Aceptados llevaron a cabo la ceremonia, y los presidentes de la Sociedad Histórica del Condado de Blackford y la Sociedad Histórica de Montpelier presentaron una cápsula del tiempo. Un Marcador Histórico del Palacio de Justicia del Condado de Blackford fue colocado el 1 de octubre de 1994 por la Oficina Histórica de Indiana y el Blackford Lodge Número 106 de los Masones Libres y Aceptados.

## Significado
El Palacio de Justicia del Condado de Blackford se agregó al Registro Nacional de Lugares Históricos el 11 de agosto de 1980. El 21 de junio de 2006, se reafirmó su importancia histórica cuando se incluyó como propiedad contribuyente en la lista del Distrito Histórico de Hartford City Courthouse Square en el Registro Nacional. En su formulario de nominación del Registro Nacional original, el edificio fue citado como importante en las áreas de "arquitectura" y "política / gobierno". El palacio de justicia ha sido "el centro de los asuntos gubernamentales, políticos y cívicos" y "su tamaño y arquitectura dominan" el centro de la ciudad de Hartford. Además, los monumentos de guerra en los terrenos del palacio de justicia contribuyen al sentido del tiempo y el lugar que transmite el Distrito Histórico del Palacio de Justicia de la ciudad de Hartford.